# Патти, Карлотта
Карлотта Патти (итал. Carlotta Patti; 30 октября 1835, 1840[…] или 1836, Флоренция[…] — 27 июня 1889[…], Париж[…]) — итальянская оперная певица, сопрано; старшая сестра певиц Аделины и Амелии Патти.

## Биография
Карлотта Патти родилась во Флоренции; в различных источниках год её рождения указан по-разному: 1835, 1840, или 1842, доподлинно известно лишь, что она родилась минимум на семь месяцев раньше, чем её младшая сестра Аделина Патти, которая появилась на свет 19 февраля 1843 года. Отец Карлотты, сицилиец Сальваторе Патти (1800—1869), тоже был певцом-тенором, а мать, римлянка Катерина Барилли (1810—1870) — оперной певицей. Неудивительно, что они привили любовь к музыке и своим дочерям, которые пошли по их стопам.

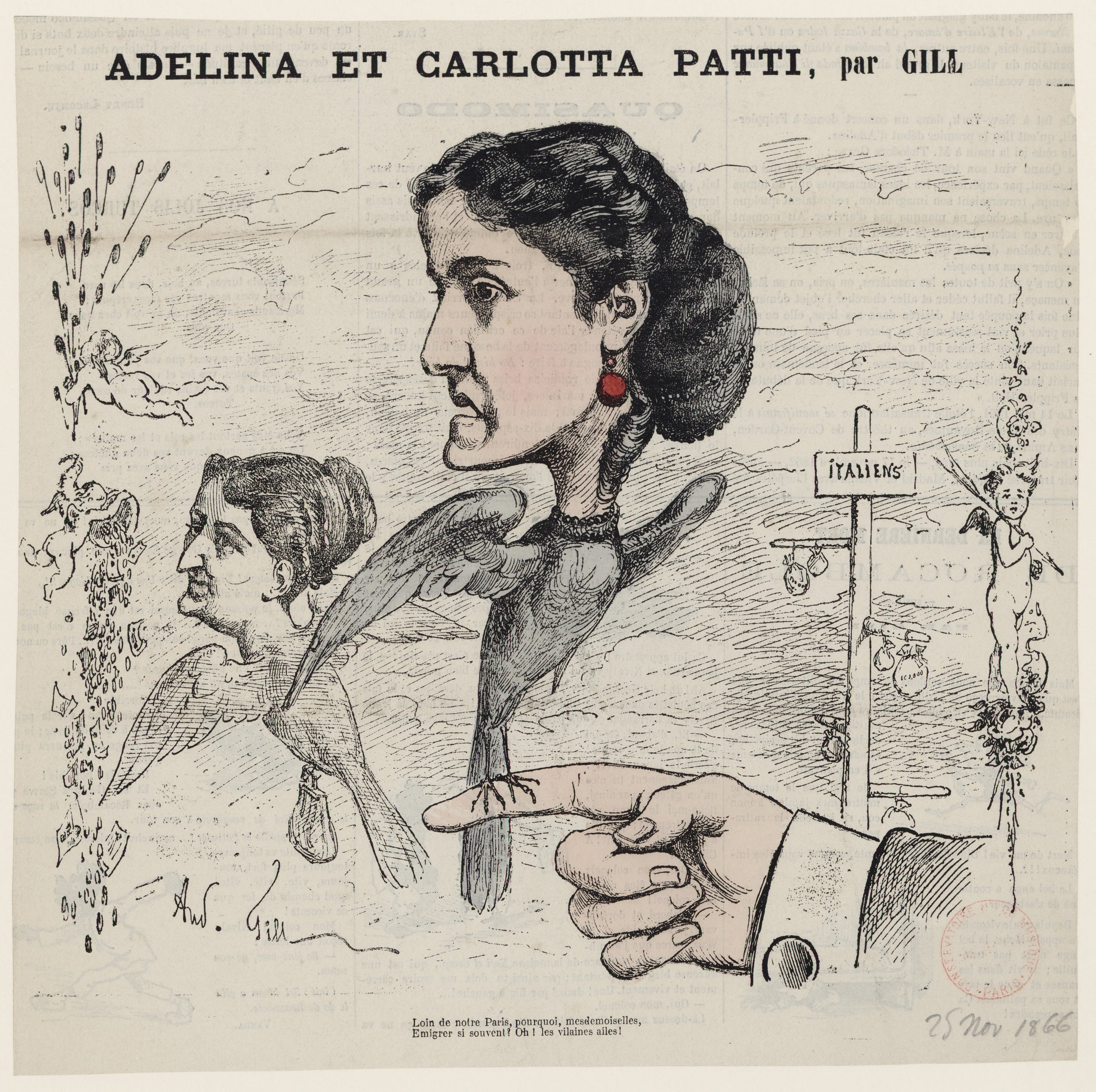
Карикатура на Патти, Амелия и Карлотту Патти. Надпись: «Далеко от нашего Парижа, зачем, мадмуазели, так часто эмигрировать? Ах, гадкие крылья!»

Первые музыкальные уроки Карлотта брала у своих родителей, затем училась игре на фортепьяно у Анри Герца в Париже, но позднее перешла к пению и дебютировала в 1861 году в Нью-Йорке, где получила также ангажемент в оперу, от которого однако вскоре отказалась, так как хромота сильно вредила её сценическому образу. Многочисленные концертные турне по Европе и Новому Свету составили ей известность хорошей колоратурной певицы.
Карлотта Патти выступала также и в столице Российской империи городе Санкт-Петербурге.
В 1879 году Патти вышла замуж за бельгийского композитора и виолончелиста Пьера Жозефа Эрнста де Мунка (1840—1915); иногда фамилию мужа певицы пишут слитно — Демунк.
Карлотта Патти умерла 27 июня 1889 в Париже и была похоронена на кладбище Монмартр.